# Gampel

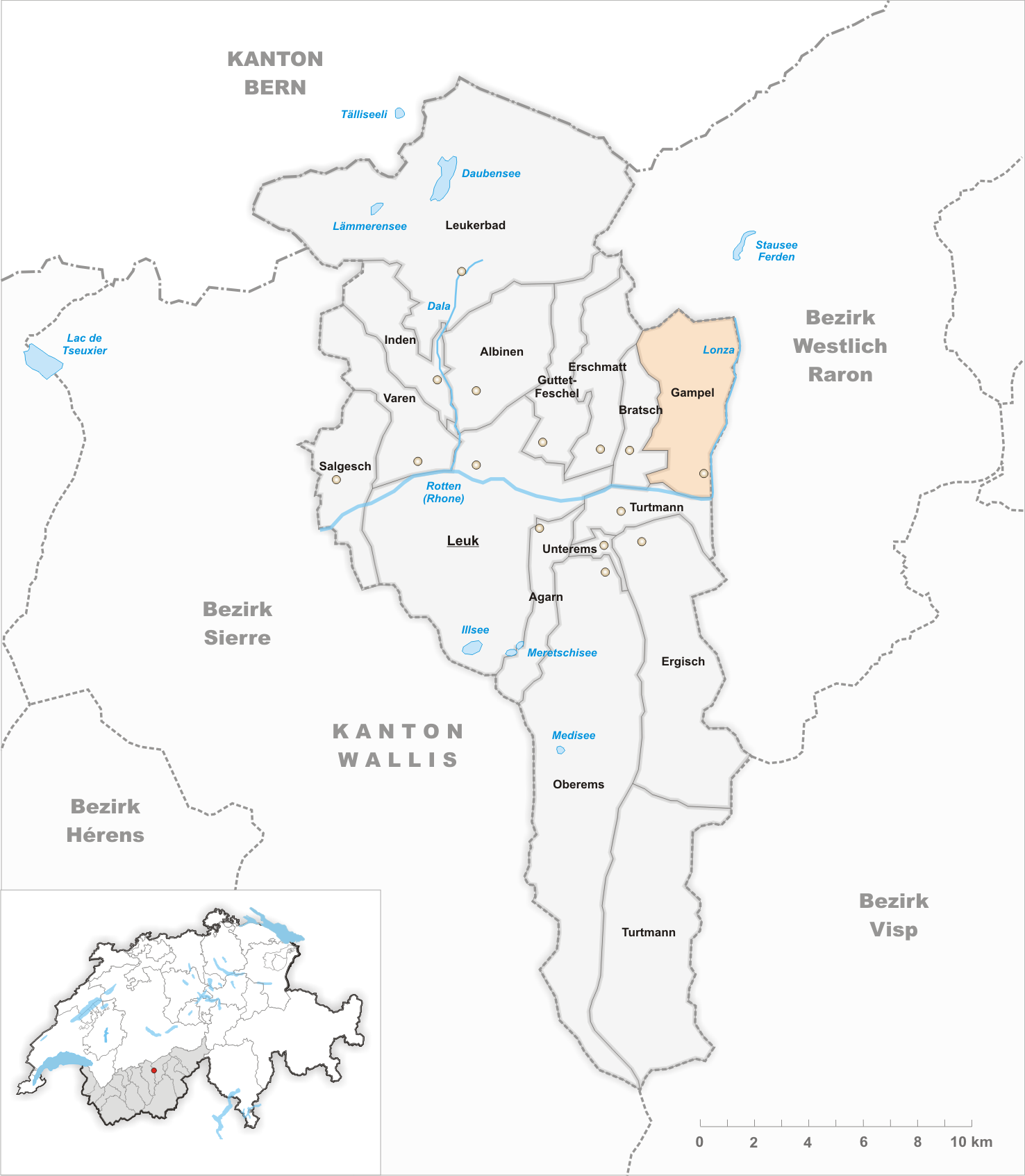
Gemeindestand vor der Fusion am 31. Dezember 2008

Gampel ist eine Ortschaft im Oberwallis, die  zur politischen Gemeinde Gampel-Bratsch im Bezirk Leuk des Kantons Wallis in der Schweiz gehört. Ferner ist Gampel eine römisch-katholische Pfarrgemeinde im Dekanat Leuk des Bistums Sitten.
Am 20. Januar 2008 beschlossen die Stimmbürger der Gemeinden Gampel und Bratsch, die beiden Gemeinden zu fusionieren. Die neue Gemeinde wurde per 1. Januar 2009 gegründet und heisst Gampel-Bratsch.

## Wappen
Beschreibung: In Blau rechts ein goldener sechszackiger Stern  und gegenüber ein silberner Halbmond mit den Spitzen nach innen gedreht über einen goldenen Dreiberg.

## Bevölkerung
| Bevölkerungsentwicklung | Bevölkerungsentwicklung | Bevölkerungsentwicklung | Bevölkerungsentwicklung | Bevölkerungsentwicklung | Bevölkerungsentwicklung |      |
| ----------------------- | ----------------------- | ----------------------- | ----------------------- | ----------------------- | ----------------------- | ---- |
| Jahr                    | 1850                    | 1900                    | 1910                    | 1950                    | 2000                    | 2007 |
| Einwohner               | 330                     | 531                     | 2086 *                  | 798                     | 1301                    | 1332 |

* Bau des Lötschbergtunnels

## Gemeindepräsidenten
Seit den Gemeinderatswahlen von 1948:
| Amtszeit  | Name            | Partei  |
| --------- | --------------- | ------- |
| 1949–1960 | Oskar Burkhard  | CSP     |
| 1961–1964 | Willy Hildbrand | CSP     |
| 1965–1972 | Leander Bregy   | KVP/CVP |
| 1973–1980 | Josef Martig    | CSP     |
| 1981–1992 | Franz Hildbrand | CSP     |
| 1993–2004 | Bruno Martig    | CSP     |
| 2005–2008 | Konrad Martig   | CVP     |

## Kultur
Gampel ist vor allem für das alljährlich im August stattfindende Open Air Gampel bekannt.